# Федосеева, Милана Викторовна
Мила́на Ви́кторовна Федосеева (Вартанян) (род. 26 июля 1971, Москва) — советский и российский режиссёр-мультипликатор, сценарист.

## Биография[1]
Родилась 26 июля 1971 в Москве.
В 1988—1989 — зав. детским сектором ДК «Мосрентген».
В 1989-90 — поломойка в Государственном музее изобразительных искусств имени А. С. Пушкина.
В 1990—1991 училась во Всероссийском институте повышения квалификации для работников телевидения и радио.
В 1994—1998 работала в Московском Государственном Университете Культуры (по специальности «режиссёр кино и ТВ»).
В 1990—1996 работала в качестве аниматора в студии «Союзтелефильм» ТО «Экран».
В 1994—1999 сотрудничала со студией «Кристмас Филмз»,
С 2000 — на студии «Анимос». Сотрудничала со студиями «Классика» и «Пилот». Работает в кукольной анимации.
с 2000 года работает в кукольной и 3д анимации
с 2011 работает в студии аэроплан режиссер и аниматор сериал Фиксики

## Фильмография

### Режиссёр-постановщик
- 2004 — Жадная мельничиха (из цикла Гора самоцветов)
- 2005 — Продаётся сивая лошадь
- 2007 — Сказка про волка
- 2010 — Волшебный калейдоскоп
- 2013 — Как Вова президента спасал

### Режиссёр серий
- 2007—2015 — КОАПП. Двадцать лет спустя
- 2010—2019 — Фиксики
- 2020—2022 — Фиксики. Новенькие
- 2022—2024 — Фиксики. Дай пять!

### Актриса озвучания
- 2004 — Жадная мельничиха (из цикла Гора самоцветов) — старушка
- 2010—2019 — Фиксики — Кусачка

### Сценарист
- 2004 — Жадная мельничиха (из цикла Гора самоцветов)
- 2005 — Продаётся сивая лошадь
- 2007 — Сказка про волка
- 2010 — Волшебный калейдоскоп

### Художник-мультипликатор
- 1990 — Карманник
- 1991 — В стране бобберов 1. Гомункулос
- 1992 — Охотник
- 1992 — Скажи, Юпитер!
- 1996 — Иосиф
- 1997 — Руфь
- 1999 — Тростниковая шапочка
- 2000 — Корона и скипетр
- 2002 — Персефона
- 2002 — Желтухин
- 2003 — Девочка Люся и Дедушка Крылов
- 2003 — Гостинец от крёстной
- 2004 — Про мышонка
- 2005 — Продаётся сивая лошадь
- 2005 — Луна и Марс
- 2006 — Колобок
- 2006 — Отец
- 2006 — Крошечка-Хаврошечка
- 2006 — Снегурочка
- 2007 — Сказка про волка
- 2008 — Он и она
- 2008 — Деньги
- 2008 — Пудя
- 2009 — Непечальная история
- 2010 — Домашний романс
- 2010 — Метель
- 2011 — Сказка про ёлочку
- 2016 — Кукушка
- 2016—2018 — Шаранавты. Герои космоса
- 2017 — Фиксики: Большой секрет
- 2019 — Фиксики против кработов

## Награды[2]
- 3 марта 2012 г. Подведены итоги 17-го Открытого Российского фестиваля анимационного кино в Суздале.
- 13 февраля 2012 г. Подведены итоги Конкурса аниматоров в рамках 17-го Открытого российского фестиваля анимации в Суздале.
- 16 февраля 2004 г. Протокол Жюри и результаты зрительского рейтинга IX Открытого Российского фестиваля анимационного кино.